# Burg Cisy
Die Ruine der Burg Cisy (auch Zamek Cisów, Zamek Cieszów; deutsch Zeisburg; Cziskenberg; Zeisberg; Zeiskenschloss) befindet sich bei Cieszów (Fröhlichsdorf) in der Gemeinde Stare Bogaczowice (Altreichenau) im Powiat Wałbrzyski (Kreis Waldenburg) in der Woiwodschaft Niederschlesien in Polen.

## Lage und Beschreibung
Die Ruine der Zeisburg liegt im Waldenburger Bergland. Sie steht auf einem dichtbewaldeten, 350 m hohen Kalksteingrat, der steil in das Zeisenbachtal abfällt. Nachbarorte sind Dobromierz (Hohenfriedeberg) im Norden, Świebodzice (Freiburg) im Osten, Szczawno-Zdrój (Bad Salzbrunn) im Süden und Struga (Adelsbach) im Westen. Südöstlich liegt das Schloss Fürstenstein.
Die Burganlage bestand aus einer östlichen und einer westlichen Vorburg. Die Hauptburg wurde durch eine doppelte Mauer geschützt. Im Burghof befanden sich im Südosten der runde Bergfried aus dem Ende des 13. Jahrhunderts, im Nordwesten die Wohngebäude. 1935–1937 wurden die wildverwachsene Anlage weitgehend freigelegt und der Bergfried ergänzt sowie die Zugbrücke und das Torhaus rekonstruiert.

## Geschichte
Die Zeisburg wurde vermutlich von Herzog Bolko I. zum Schutz der wichtigen Handelsstraße von Breslau über Schweidnitz, Landeshut, Trautenau und Königgrätz nach Prag errichtet. Sie gehörte zum Rittergut Adelsbach und wurde erstmals 1242 urkundlich erwähnt, als sie im Besitz des Betsche/Peczco von Czettritz auf „Cziskenberg“ war. In der ersten Hälfte des 14. Jahrhunderts wurde sie von Raubrittern beherrscht und deshalb 1355 von Herzog Bolko II. erstürmt. Er übergab die Burg zwei Jahre später als ein Lehen dem Nickel von Bolcze. Dieser bekleidete am Hof von Bolkos Witwe Agnes eine wichtige Position, wodurch auch die Bedeutung der Zeisburg zunahm. Um das Jahr 1400 gehörte die Zeiskenburg dem Ulrich von Czettritz, der 1450 in Adelsbach verstarb und in Waldenburg beigesetzt wurde. 1466 gehörte sie dem Hans von Czettritz, dessen Nachkommen die Burg in der zweiten Hälfte des 16. Jahrhunderts zu einer Wehranlage ausbauten. Anfang des 18. Jahrhunderts gaben sie die Zeisburg auf, wodurch ihr Verfall begann.